# Энергетические культуры

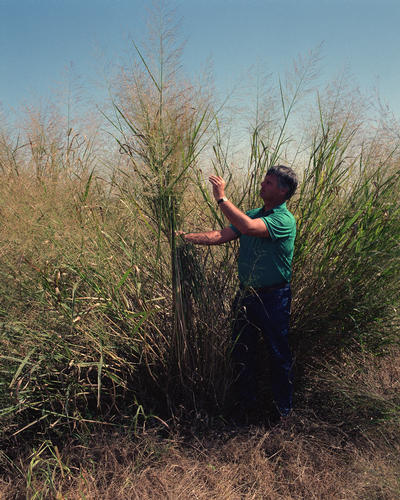
Просо прутьевидное вырастает более 2 метров высотой

Энергетические культуры — сельскохозяйственные культуры, выращиваемые для энергетических нужд.

## Виды энергетических культур
Традиционными энергетическими культурами являются кукуруза и сахарный тростник, которые выращиваются для производства этанола в промышленных масштабах, например в таких странах, как Бразилия и США. Они применяются для производства биоэтанола.
Выращивание энергетических трав находится в стадии исследований. Для производства биомассы предполагается использовать различные травы: канарский тростник, мискантус (серебряная трава, слоновья трава), просо прутьевидное (лат. Panicum virgatum, англ. switchgrass) и другие.
Урожайность канарского тростника составляет 5—7 тонн биомассы на гектар, урожайность мискантуса до 10—12 тонн на гектар (примерно эквивалентно 36 баррелей нефти). Выведены гибриды мискантуса с урожайностью до 60 тонн с гектара.
В России можно использовать бодяк и коровяк, которые неприхотливы к местам обитания и содержат в своем составе 7,6 %—9,6 % пиролитических масел.

## Применение

### Производство электрической и тепловой энергии
Багасса сахарного тростника используется в Бразилии в качестве топлива на электростанциях. В 2000 году в Бразилии было производено около 50 миллионов тонн багассы. В 2001 году в Бразилии на багассе работали электростанции суммарной мощностью 1350 МВт. Электроэнергия, производимая из багассы, продавалась по цене $0,036 за кВт·ч. Около 97 % электроэнергии Бразилия производит на гидроэлектростанциях. Во время засушливых сезонов уровень воды падает, что приводит к снижению производства электроэнергии. Применение багассы позволяет сгладить сезонные перепады в производстве электроэнергии.
В США стебли кукурузы используются для производства топливных пеллет.
Также в качестве топлива на электростанциях используются отходы сельского хозяйства: пшеничная и рисовая солома, рисовая шелуха и т. д.
В Индии ежегодно выращивается около 80 миллионов тонн бамбука. Правительство Индии учредило Национальную Миссию Бамбуковых Приложений (NMBA). С 1996 по 2006 годы в Индии была построена 101 электростанция, работающая на биомассе, суммарной мощностью 750 МВт. Всего Индии ежегодно выращивается более 540 миллионов тонн различных растений, большая часть которых в настоящее время не утилизируется.

### Биогаз
Различные культуры могут использоваться для производства биогаза. Например, биогаз, произведённый из сахарного тростника, содержит энергии больше, чем этанол, произведённый из такого же количества сахарного тростника. Но топливо в жидкой форме более удобно для хранения, транспортировки, распространения.

### Биодизель

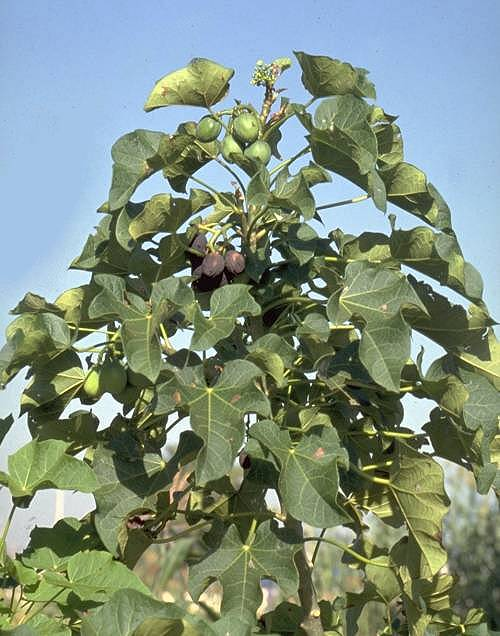
Ятрофа — перспективная культура для производства биодизеля

Для производства биодизеля используются растения с большим содержанием липидов. Сырьём для производства биодизеля могут быть самые различные культуры, в том числе не пищевые, например, ятрофа.
| Сырьё             | кг масла/га | литров масла/га |
| ----------------- | ----------- | --------------- |
| кукуруза          | 145         | 172             |
| кешью             | 148         | 176             |
| овёс              | 183         | 217             |
| люпин             | 195         | 232             |
| календула         | 256         | 305             |
| хлопок            | 273         | 325             |
| конопля           | 305         | 363             |
| соя               | 375         | 446             |
| кофе              | 386         | 459             |
| лён               | 402         | 478             |
| лесной орех       | 405         | 482             |
| семена тыквы      | 449         | 534             |
| кориандр          | 450         | 536             |
| семена горчицы    | 481         | 572             |
| Рыжик (растение)  | 490         | 583             |
| кунжут            | 585         | 696             |
| Сафлор красильный | 655         | 779             |
| рис               | 696         | 828             |
| подсолнечник      | 800         | 952             |
| какао             | 863         | 1026            |
| арахис            | 890         | 1059            |
| мак               | 978         | 1163            |
| рапс              | 1000        | 1190            |
| олива             | 1019        | 1212            |
| клещевина         | 1188        | 1413            |
| пекан             | 1505        | 1791            |
| жожоба            | 1528        | 1818            |
| ятрофа            | 1590        | 1892            |
| макадамия (орех)  | 1887        | 2246            |
| Бразильский орех  | 2010        | 2392            |
| авокадо           | 2217        | 2638            |
| кокос             | 2260        | 2689            |
| пальмовое масло   | 5000        | 5950            |
| сальное дерево    | 5500        |                 |

Данные The Global Petroleum Club
Таблица: Производство масла из различного сырья с одного гектара земли
9 января 2008 года в китайской провинции Гуанси стартовала программа под названием «1 миллион му био-энергетических лесов» (анг. «1 Million Mu Bio-Fuel Forest Project»). 1 миллион му равен примерно 165 000 акров. На этой площади будет высажена ятрофа. Всего в Китае 212 миллионов гектаров маргинальных земель на которых могут выращиваться биоэнергетические культуры.

### Биоэтанол
В настоящее время большая часть биоэтанола производится из кукурузы (США) и сахарного тростника (Бразилия). Сырьём для производства биоэтанола также могут быть различные с/х культуры с большим содержанием крахмала, или сахара: маниок, картофель, сахарная свекла, батат, сорго, ячмень, и т. д.
Большим потенциалом обладает маниок. Маниоку в больших количествах производят Китай, Нигерия, Таиланд. Себестоимость производства биоэтанола из маниоки в Таиланде около $35 за баррель нефтяного эквивалента.
Лучшим климатом для производства сахарного тростника обладает Перу, страны Карибского бассейна. В больших количествах сахарный тростник могут также производить Индонезия, некоторые африканские страны, например, Мозамбик.
Этанол можно производить в больших количествах из целлюлозы. Сырьём могут быть различные отходы сельского и лесного хозяйства: пшеничная солома, рисовая солома, багасса сахарного тростника, древесные опилки и т. д.
Производство этанола из целлюлозы пока экономически не рентабельно.
По данным Департамента сельского хозяйства США (USDA) средняя урожайность проса прутьевидного в США составляет 5 тонн с гектара в сухом весе. Средняя себестоимость производства биомассы — $65,86 за тонну (в сухом весе). При цене биомассы проса прутеьевидного в $50 за тонну, себестоимость производства этанола составит $0,13 за литр. Данные получены по результатам исследований 10 фермерских хозяйств, занимающихся коммерческим выращиванием проса прутьевидного.

### Биобутанол
Бутанол- C4H10O — бутиловый спирт. Бесцветная жидкость с характерным запахом. Широко используется в промышленности.
Бутанол начал производиться в начале XX века с использованием бактерии Clostridia acetobutylicum. В 50-х годах из-за падения цен на нефть начал производиться из нефтепродуктов.
Сырьём для производства биобутанола могут быть сахарный тростник, свекла, кукуруза, пшеница, маниок, а в будущем и целлюлоза.

## Экология
Энергетические плантации биомассы предупреждают эрозию почвы, способствуют улучшению состояния окружающей среды. При сжигании биомассы на электростанции в атмосферу выбрасывается только тот СО2, который был поглощён растением во время роста.